# Samuel Parker
Pour les articles homonymes, voir Parker.
Samuel Parker, né en 1640 à Northampton (Angleterre) et mort le 20 mars 1687 à Oxford est un théologien anglais, évêque d'Oxford.

## Biographie
Samuel Parker est le fils de John Parker, juriste, baron de l'Échiquier. À 20 ans Samuel Parker est bachelier es art. Étudiant au Wadham College d'Oxford, puis au Trinity College,  il est ordonné prêtre en 1663. Il se rend alors à Londres,  adhère à la Royal Society et devient un proche de Gilbert Sheldon, archevêque de Cantorbéry. En 1670 il est nommé archidiacre de Canterbury.
Dans ses ouvrages il attaque vivement le presbytérianisme et tout ce qui s'en rapproche. Il soutient toutes les mesures de Jacques II. Son soutien est reconnu par sa nomination comme évêque d'Oxford, en 1686. Jacques II l'impose à la tête du Magdalen College (Oxford), ce qui entraîne un fort mécontentement des professeurs et de l'église.  

## Publications
- Tentamina physico-lheologica de Decsive Iheologia scoastica ad norniam novoe et reformata; philosophiez cocinnata, Londres 1665. C'est son premier ouvrage écrit, en latin,  alors qu'il a 25 ans,il s'agit d'un recueil d'essais physico-théologiques en latin relatif à la Divinité.
- A Free and Impartial Censure of the Platonick Philosophie. Oxford, 1666.
- A Discourse of Ecclesiastical Politie. London: 1670. suivi l'année suivante de  Defence and Continuation of the Ecclesiastical Politie. London: 1671.Dans ce livre Parker attaque les non-conformistes, John Owen lui répond par un ouvrage qui conduit Parker a un nouveau texte, critiqué à son tour, ironiquement,  par Andrew Marvell.
- Religion and Loyalty, London: 1684 et Religion and Loyalty, the Second Part, London: 1685.